# Kelly Reilly
Jessica Kelly Siobhán Reilly (Londres, 18 de julio de 1977) es una actriz británica. Apareció por primera vez en la pantalla en la serie The Biz (1995). Otros trabajos televisivos incluyen papeles protagónicos en el drama criminal británico Above Suspicion (2009-2012), el drama médico psicológico estadounidense Black Box (2014), el drama criminal antológico estadounidense True Detective (2015), el drama histórico de fantasía Britannia (2018) y ha interpretado a Beth Dutton en la serie dramática neo-western de Paramount Network Yellowstone (2018-2024).
El trabajo cinematográfico de Reilly comenzó con la película de comedia inglesa Maybe Baby (2000). Luego tuvo un papel secundario en el drama romántico Orgullo y prejuicio (2005), un papel principal en la película de suspenso y terror Eden Lake (2008), el papel de Mary Morstan en Sherlock Holmes (2009) y su secuela de 2011 Sherlock Holmes: A Game of Shadows, un papel principal en Flight (2012) y el thriller 10x10 (2018).
Fue nominada a un premio Laurence Olivier por su actuación en After Miss Julie en el Donmar Warehouse (2003-2004).

## Biografía
Nació y creció en Surrey, Reino Unido, su padre era policía y su madre trabajaba como secretaria a tiempo parcial en el hospital de Kingston. Sus abuelos eran irlandeses. Asistía al Tolworth Girls' School and Sixth Form, cuando empezó a interesarse por el teatro.

## Carrera
Reilly escribió a los productores del drama televisivo Prime Suspect para pedirles trabajo y seis meses después hizo una audición para un papel en un episodio de Prime Suspect 4: Inner Circle, que se transmitió en ITV el 7 de mayo de 1995. En 1996, ella apareció en un episodio de la serie dramática de época de Carlton UK Television Bramwell interpretando a una esposa joven y perturbada, Kathleen Le Saux. Seis años más tarde, apareció junto a Helen Mirren en la película Last Orders.
Su primer papel profesional fue seguido por una serie de papeles en el escenario inglés. Trabajó con Terry Johnson en cuatro producciones: Elton John's Glasses (1997), The London Cuckolds (1998), The Graduate (2000) y Piano/Forte (2006). Johnson escribió Piano/Forte para ella y dijo: "Kelly es posiblemente la actriz más natural, empedernida y profunda con la que he trabajado". Reilly ha declarado que ella Aprendió más como actor de Karel Reisz, quien la dirigió en The Yalta Game en Dublín en 2001. Ella dijo: "Él fue mi clase magistral. De ninguna manera hubiera podido interpretar a Miss Julie si no lo hubiera hecho".
Para el año 2000, Reilly sintió que estaba siendo encasillada en papeles de comedia y buscó activamente un papel como la joven Amy en Last Orders, dirigida por Fred Schepisi. Esto fue seguido por un papel en la repetición de 2001 de Royal Court de Blasted de Sarah Kane. The Times la llamó "Viagra teatral". En 2002, Reilly protagonizó junto a Audrey Tautou y Romain Duris como Wendy, una estudiante Erasmus inglesa, en la comedia francesa L'Auberge espagnole (El apartamento español). Repitió su papel en la secuela de 2005, Les Poupées russes (Muñecas rusas) y la secuela de 2013, Casse-tête chinois (Rompecabezas chino). También en 2005, Reilly tuvo papeles en películas como Mrs Henderson Presents y Pride & Prejudice.
El primer papel principal de Reilly llegó en 2008 en la película de terror Eden Lake y, en 2009, tuvo un papel de alto perfil en la televisión británica en horario de máxima audiencia en Above Suspicion. Reilly también apareció en tres películas importantes: Sherlock Holmes, Triage y Me and Orson Welles.
En 2011, Reilly repitió su papel de Mary Watson en Sherlock Holmes: Juego de sombras. En 2012, Reilly apareció junto a Sam Rockwell en A Single Shot y tuvo un papel principal en Flight de Robert Zemeckis junto a Denzel Washington. En 2014, Reilly protagonizó junto a Greg Kinnear la película Heaven is for Real y la película Calvary de John Michael McDonagh. El mismo año, Reilly protagonizó la serie de ABC de corta duración, Black Box, como Catherine Black, una famosa neurocientífica que explora y resuelve los misterios del cerebro (la caja negra) mientras oculta su propio trastorno bipolar del mundo.
En 2015, Reilly protagonizó la segunda temporada de la serie de televisión True Detective como Jordan Semyon, la esposa del personaje de Vince Vaughn, Frank Semyon. El mismo año, Reilly hizo su debut en Broadway junto a Clive Owen y Eve Best en la obra Old Times de Harold Pinter en el American Airlines Theatre. En 2016, tuvo un papel secundario en el Día de la Bastilla.
En 2017, Reilly interpretó en la 1 temporada a la reina celta Kerra, enfrentándose a la invasión romana de Gran Bretaña en la serie Britannia de Sky TV.
Fue elegida para el papel principal femenino en la serie estadounidense de estilo western Yellowstone, un drama de Paramount Network que debutó el 20 de junio de 2018. Reilly interpreta a Beth Dutton, la hija de John Dutton, interpretado por Kevin Costner. Los personajes de Reilly y Costner están constantemente en guerra con varias partes externas que quieren obtener el control de la tierra de la familia Dutton.

## Filmografía

### Películas
| Año  | Título original                    | Personaje        |
| ---- | ---------------------------------- | ---------------- |
| 2000 | Maybe Baby                         | Nimnh            |
| 2000 | Peaches                            | Cherry           |
| 2001 | Last Orders                        | Joven Amy        |
| 2001 | Starched (Cortometraje)            | Maid             |
| 2002 | L'auberge espagnole                | Wendy            |
| 2003 | Dead Bodies                        | Viv McCormack    |
| 2004 | The Libertine                      | Jane             |
| 2005 | Las muñecas rusas                  | Wendy            |
| 2005 | Orgullo y prejuicio                | Caroline Bingley |
| 2005 | Mrs Henderson Presents             | Maureen          |
| 2007 | Puffball                           | Liffey           |
| 2008 | Eden Lake                          | Jenny            |
| 2008 | Me and Orson Welles                | Muriel Brassler  |
| 2009 | Sherlock Holmes                    | Mary Morstan     |
| 2009 | Triage                             | Diane            |
| 2010 | Meant to Be                        | Amanda           |
| 2010 | Ti presento un amico               | Sarah            |
| 2011 | Citizen Gangster                   | Doreen Boyd      |
| 2011 | Sherlock Holmes: A Game of Shadows | Mary Watson      |
| 2012 | Flight                             | Nicole Maggen    |
| 2013 | A Single Shot                      | Jess             |
| 2013 | Casse-tête chinois                 | Wendy            |
| 2013 | Innocence                          | Pamela Hamilton  |
| 2014 | Calvary                            | Fiona Lavelle    |
| 2014 | Heaven Is for Real                 | Sonja Burpo      |
| 2014 | Set Fire to the Stars              | Caitlin          |
| 2016 | Bastille Day                       | Karen Dacre      |
| 2018 | 10x10                              | Cathy            |
| 2019 | Eli                                | Rose             |
| 2021 | The Cursed                         | Isabelle Laurent |
| 2021 | Promises                           | Laura            |
| 2023 | A Haunting in Venice               | Rowena Drake     |
| 2024 | Little Wing                        | Maddie           |
| 2024 | Here                               | Rose Young       |

### Series y telefilmes
| Año       | Título original                       | Personaje                       | Notas                        |
| --------- | ------------------------------------- | ------------------------------- | ---------------------------- |
| 1995      | The Biz                               | Laura                           |                              |
| 1995      | Prime Suspect: Inner Circles          | Polly Henry                     | Telefilme                    |
| 1995      | Prime Suspect: The Scent of Darkness  | Polly Henry                     | Telefilme                    |
| 1996      | Ruth Rendell Mysteries                | Kimberley                       | 2 episodios                  |
| 1996      | Bramwell                              | Kathleen Le Saux                | Episodio: #2.5               |
| 1996      | Poldark                               | Clowance Poldark                | Telefilme                    |
| 1996      | Sharman                               | Sophie Bright                   | Episodio: #1.3               |
| 1997      | Rebecca                               | Clarice                         | 2 episodios                  |
| 1997      | Pie in the Sky                        | Tina                            | Episodio: "The Apprentice"   |
| 1997      | The History of Tom Jones, a Foundling | Nancy Miller                    | 3 episodios                  |
| 1998      | The Children of the New Forest        | Patience Heatherstone           | Telefilme                    |
| 1999      | Wonderful You                         | Nancy                           | 5 episodios                  |
| 1999      | Sex 'n' Death                         | Julie                           | Telefilme                    |
| 2002      | The Safe House                        | Fiona "Finn" MacKenzie          | Telefilme                    |
| 2003      | Poirot                                | Mary Gerrard                    | Episodio: "Sad Cypress"      |
| 2006      | A for Andromeda                       | Christine Jones / Andromeda     | Telefilme                    |
| 2007      | Joe's Palace                          | Charlotte                       | Telefilme                    |
| 2008      | He Kills Coppers                      | Jeannie                         | Telefilme                    |
| 2009–2012 | Above Suspicion                       | DI Anna Travis / DC Anna Travis | Rol principal (11 episodes)  |
| 2014      | Black Box                             | Catherine Black                 | Rol principal (13 episodios) |
| 2015      | True Detective                        | Jordan Semyon                   | Rol principal (8 episodios)  |
| 2018      | Britannia                             | Kerra                           | Rol principal (9 episodios)  |
| 2018–2024 | Yellowstone                           | Beth Dutton                     | Rol principal (40 episodios) |
| 2023      | Greek Salad                           | Wendy                           | 3 episodios                  |
| —         | Under Salt Marsh                      | Jackie Ellis                    | [ 5 ]                        |

## Teatro
| Año  | Título de la Obra                 | Personaje  |
| ---- | --------------------------------- | ---------- |
| 2007 | Othello                           | Desdemona  |
| 2006 | Piano/ Forte                      | Louise     |
| 2005 | Look Back in Anger                | Alison     |
| 2004 | After Miss Julie                  | Miss Julie |
| 2003 | Sexual Perversity in Chicago      | Deborah    |
| 2002 | A Prayer For Owen Meany: On Faith | Tabitha    |
| 2001 | Blasted                           | Cate       |
| 2000 | The Graduate                      | Elaine     |
| 1999 | Three Sisters                     | Irina      |
| 1998 | The London Cuckolds               | Peggy      |
| 1997 | Elton John's Glasses              | Amy        |

## Reconocimientos: Premios y nominaciones
La actuación de Reilly en After Miss Julie en el Donmar Warehouse la convirtió en una estrella de los escenarios londinenses y le valió una nominación para el premio Laurence Olivier Theatre a la mejor actriz de 2003. Con 26 años, fue la persona más joven nominada para ese premio. En 2005, ganó el Premio a la Mejor Revelación en el Festival de Cine de Cannes por su papel de Wendy en Russian Dolls (Les Poupées Russes). En 2006, Reilly ganó el premio Empire a la mejor actriz revelación por su papel en la comedia británica Mrs Henderson Presents. Fue nominada una vez más a un premio Olivier por su interpretación de Desdémona en la aclamada producción de Othello en el Donmar Warehouse en 2009. Reilly fue nominada a Mejor Actriz en los British Independent Film Awards por Eden Lake en 2010. Ganó el premio Spotlight. en el Festival de Cine de Hollywood de 2012 por su interpretación de Nicole in Flight.
| Año  | Premio                      | Categoría                                                | Trabajo                | Resultado |
| ---- | --------------------------- | -------------------------------------------------------- | ---------------------- | --------- |
| 2005 | César Awards                | Mejor actriz                                             | Russian Dolls          | Nominada  |
| 2005 | Empire Awards               | Empire Award Mejor Revelación                            | Mrs Henderson Presents | Ganadora  |
| 2005 | London Film Critics' Circle | London Film Critics' Circle Revelación británica del año | Mrs Henderson Presents | Ganadora  |
| 2005 | National Board of Review    | National Board of Review Award for Best Cast             | Mrs Henderson Presents | Ganadora  |
| 2022 | MTV Movie & TV Awards       | Mejor Performance en un Show                             | Yellowstone            | Nominada  |
| 2022 | Screen Actors Guild Awards  | Outstanding Performance by an Ensemble in a Drama Series | Yellowstone            | Nominada  |